# Liên hoan phim Đài Bắc
Liên hoan phim Đài Bắc (TFF; tiếng Trung: 台北電影節; bính âm: Táiběi Diànyǐng Jié) là một liên hoan phim kết hợp các sự kiện văn hoá phim ảnh diễn ra tại thành phố Đài Bắc, Đài Loan, do chính quyền Đài Bắc tổ chức, Sở Văn hoá thành phố Đài Bắc quản lý. Liên hoan được tổ chức lần đầu tiên vào năm 1998 Chủ tịch liên hoan là đạo diễn, diễn viên, nhà sản xuất phim và sân khấu Trương Ngải Gia. Liên hoan phim Đài Bắc là liên hoan duy nhất tại Đài Loan tổ chức cuộc thi tài năng mới cho các đạo diễn có mong muốn cạnh tranh từ khắp nơi trên thế giới tham dự, bên cạnh đó là cuộc thi giành Giải thưởng Đài Bắc dành riêng cho các nhà làm phim Đài Loan. Liên hoan chọn lọc và thẩm tra khoảng 200 bộ phim từ hơn 30 quốc gia trên toàn thế giới với khoảng 100.000 người tham dự mỗi năm, chủ yếu là khán giả trẻ tuổi. Liên hoan phim Đài Bắc đã trở thành một trong những liên hoan phim có ảnh hưởng nhất đối với các nhà làm phim quốc tế phân phối tại Đài Loan.